# Cyathea dregei
Cyathea dregei är en ormbunkeart som beskrevs av Kze. Cyathea dregei ingår i släktet Cyathea och familjen Cyatheaceae.

## Underarter
Arten delas in i följande underarter:
- C. d. polyphlebia
- C. d. segretata

## Bildgalleri

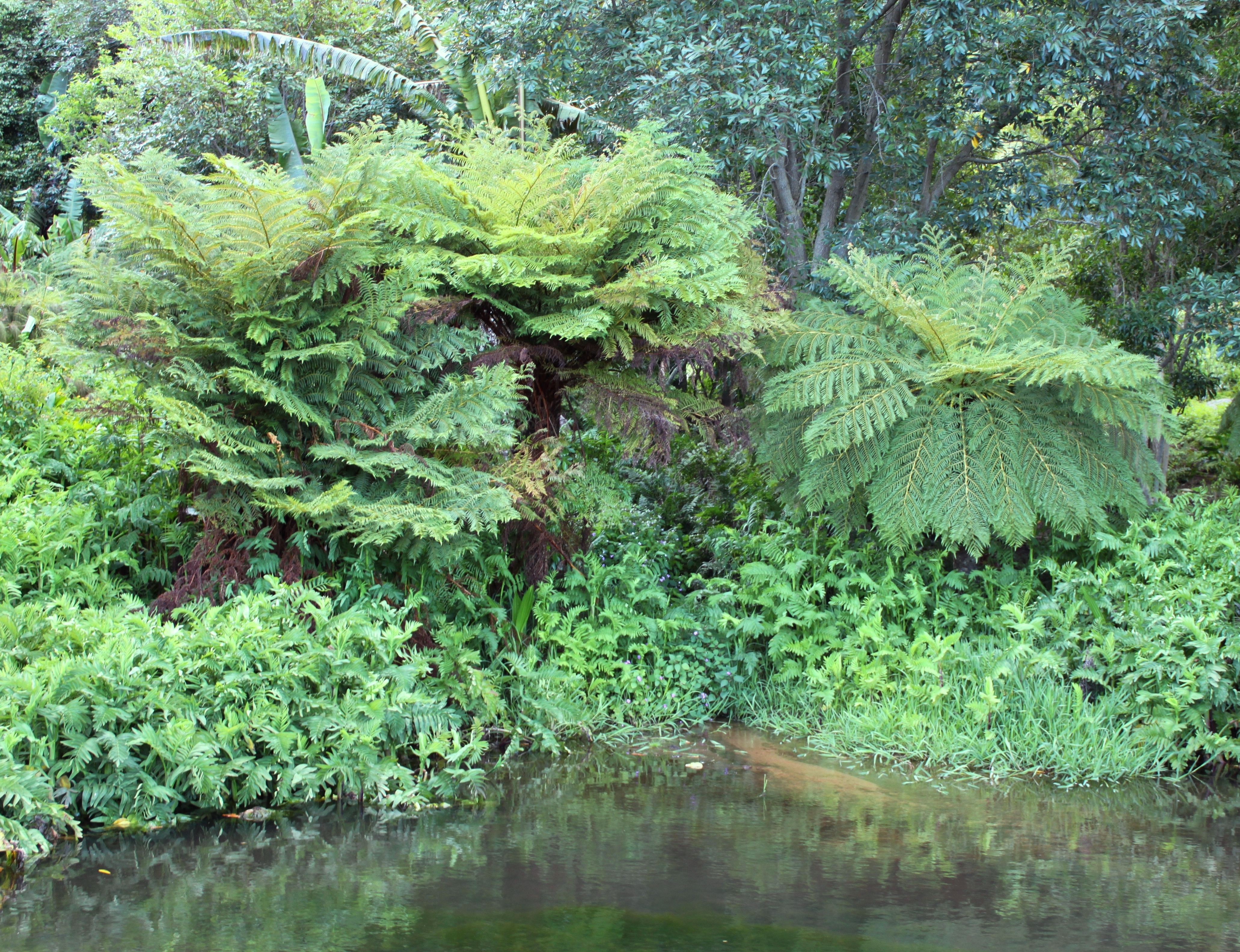